# UV-filter
UV filter je filter, izdelan iz stekla, ki se ga namesti na objektiv fotografskega aparata, da prepreči vstop ultravijolične svetlobe. Fotografi UV-filter pogosto uporabljajo pri vseh posnetkih, saj ne popači barv, predstavlja pa odlično zaščito leče. Do izraza pride tovrstni filter pri fotografijah, kjer povečana prisotnost UV-svetlobe na posnetkih popači barve. Uporaba UV-filtra da fotografijam modrikast pridih, pogosto pa s fotografij odstrani nezaželene meglice, ki jih aparat pri povečani UV-svetlobi ustvari kot stranski produkt. 